# Macrobrachium meridionalis
Macrobrachium meridionalis är en kräftdjursart som beskrevs av Liang och Yan 1983. Macrobrachium meridionalis ingår i släktet Macrobrachium och familjen Palaemonidae. Inga underarter finns listade i Catalogue of Life.